# سالوک (ملایر)
سالوک یک روستا در ایران است که در دهستان کوه سرده واقع شده‌است. روستای سالوک ۵۸نفر جمعیت دارد.